# Abutilon listeri
Abutilon listeri är en malvaväxtart som beskrevs av Bak. f.. Abutilon listeri ingår i släktet klockmalvor, och familjen malvaväxter. Inga underarter finns listade i Catalogue of Life.